# Maria Gran Comnena
Maria Gran Comnena, en grec medieval Μαρία Μεγάλη Κομνηνή, o Maria de Trebisonda, Μαρία της Τραπεζούντας, morta el 17 de desembre de 1439, va ser una emperadriu consort pel seu matrimoni amb Joan VIII Paleòleg. Va ser la tercera i última esposa d'aquest emperador de l'Imperi Romà d'Orient. Era filla d'Aleix IV de Trebisonda i de Teodora Cantacuzena.

## Biografia
El setembre de l'any 1427, Maria es va casar amb Joan VIII Paleòleg a Constantinoble, on havia arribat amb vaixell des de Trebisonda l'últim dia d'agost. El matrimoni havia estat pactat pels ambaixadors enviats des de Constantinoble l'any anterior. L'historiador Franza l'anomena Maria Comnena, filla d'Aleix, l'emperador de Trebisonda, i situa la cerimònia l'any 6936 del calendari romà d'Orient, establint així la data. L'Ectesis Chronica l'anomena Maria Katacuzena (Katacuzena era una variant femenina de Cantacuzè) i assenyala la seva bellesa excepcional que va fer que Joan VIII se n'enamorés immediatament. El matrimoni el va celebrar el Patriarca Josep II de Constantinoble, i es troba explicat a la Història de Miquel Ducas, que simplement l'anomena Maria, filla d'Aleix Comnè, emperador de Trebisonda.
El viatger i escriptor castellà Pedro Tafur va conèixer Maria pel novembre del 1437 quan va visitar Constantinoble i ens dona una visió de la seva vida quotidiana. Durant la seva estada a la capital, Tafur va veure que anava amb freqüència de caça, sola o amb l'emperador. Afegeix que va conèixer el seu germà gran Alexandre, que vivia "a l'exili amb la seva germana l'emperadriu, i diuen que les seves relacions amb ella són deshonestes". Quan Pedro Tafur va tornar a Constantinoble uns quants mesos després va demanar que li ensenyessin Santa Sofia, entre els seus amfitrions acompanyants no només hi havia el dèspota Constantí, sinó també Maria i el seu germà Alexandre, ja que tots haurien volgut oir missa allà.
El matrimoni de Maria amb Joan VIII va durar dotze anys però no van tenir cap fill. Franza dona la data de la seva mort, que va ocórrer mentre l'emperador es trobava a Itàlia al Concili de Florència. Steven Runciman atribueix la seva mort a la pesta bubònica. Va ser enterrada a l'església del Pantocràtor a Constantinoble. Joan Eugènic, germà de Marc Eugènic, va compondre un lament per la seva mort.
Després de la mort de Maria, l'emperador no es va tornar a casar i va morir sense fills el 31 d'octubre de 1448. Va ser substituït pel seu germà petit Constantí XI, que es va convertir en l'últim emperador. Constantí, vidu després de la seva pujada al tron, no es va tornar a casar, i Maria Gran Comnena va ser l'última emperadriu.